# Marionet

## Fundação e Historial

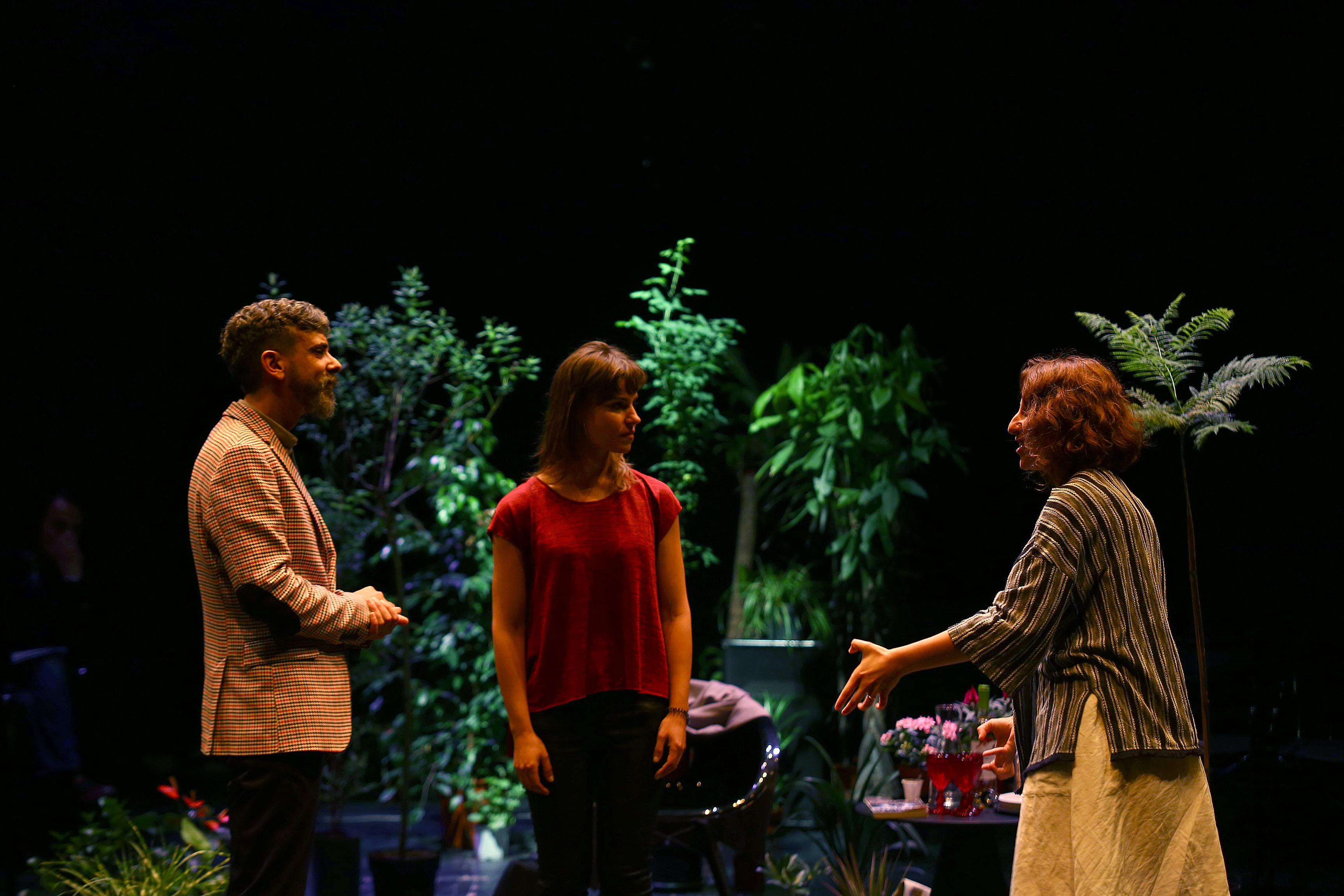
Registo fotográfico do espetáculo "Limbo Empático" (2018), no Teatro Académico de Gil Vicente, em Coimbra, com encenação de Mário Montenegro.

Criada em 2000, por Mário Montenegro e Nuno Pinto, a Marionet é uma companhia de teatro sediada em Coimbra, que centra o seu trabalho no cruzamento das artes performativas com as ciências.  Ao longo de mais de duas décadas de atividade contínua, já ultrapassou os 50 espetáculos estreados, além de ter vindo a produzir outras iniciativas regulares e complementares, como leituras teatrais, oficinas, conversas, publicações e colóquios.   

## Teatro e Ciência
Desde a fase primordial da Marionet que esta se foca na criação de sinergias entre teatro e ciência. O espetáculo que introduziu esta vertente de cruzamento disciplinar na companhia foi “Revolução dos Corpos Celestes”, uma peça sobre a história da Cosmologia, apresentada em 2001.
No seu trabalho de investigação e criação, a Marionet trabalha de perto com investigadores especializados que fornecem consultoria em cada um dos temas científicos abordados nos seus espetáculos. Com base nestes contributos, desenvolve criações artísticas originais e realiza investigação na área da intersecção entre teatro e ciência, promovendo ainda trabalhos artísticos colaborativos com cientistas.
Neste contexto, a companhia tem trabalhado com várias instituições científicas, como o MARE - Centro de Ciências do Mar e do Ambiente], o Centro de Neurociências e Biologia Celular, o Centro de Ciência Viva ou o Centro de Estudos Sociais da Universidade de Coimbra, bem como com personalidades, entidades e empresas de forte vínculo científico, como Carl Djerassi, a Sociedade Portuguesa de Química, a Noite Europeia dos Investigadores e a Feedzai. 
Nos últimos anos, a Marionet ampliou a sua rede de entidades parceiras, nacionais e internacionais, participando em projetos de formação avançada de centros de investigação científica a que está ligada, assim como através de diversas iniciativas de ciência participativa.

## Instalações
Tendo já ocupado outros espaços da cidade de Coimbra, a atual sede da Marionet situa-se na Rua Carlos Seixas. Contudo, ao longo de mais de duas décadas de atividade, a companhia nunca possuiu um local fixo de ensaio e apresentação pública onde possa desenvolver o seu trabalho, de forma mais estável e continuada.  Devido a esta circunstância, os seus espetáculos têm regularmente subido a palco em várias salas conimbricenses, como Teatro da Cerca de São Bernardo, Teatro Académico de Gil Vicente e Convento São Francisco. Pela sua ligação intrínseca a diversas instituições científicas, também já aconteceram apresentações em espaços menos usuais, como Museu da Ciência da Universidade de Coimbra, Jardim Botânico da Universidade de Coimbra, Centro de Neurociências e Biologia Celular da Universidade de Coimbra e  Biblioteca Municipal de Coimbra.

## Atividade regular
- LABORATÓRIO DO DESCONHECIMENTO. Em 2018, a Marionet deu início a esta iniciativa de pesquisa e criação que visa abordar temáticas científicos, no seio de uma equipa interdisciplinar composta por cientistas e artistas. Neste âmbito já foram trabalhados temas como interação planta-medicamento, ecologia, saúde mental, inteligência artificial, epilepsia e distúrbios de sono. Este último deu origem ao espetáculo "Morfeu e Apneia", apresentado, em 2022, no Dia Mundial do Sono, tendo valido um prémio atribuído pela World Sleep Society.
- CENTRO DE DOCUMENTAÇÃO EM ARTES PERFORMATIVAS E CIÊNCIA. Desde 2012 que a Marionet vem organizando e disponibilizando um repositório de peças teatrais e ensaios sobre o cruzamento entre teatro e ciência. A listagem completa de obras disponíveis para requisição pode ser consultada no respetivo website.
- LER TEATRO COM CIÊNCIA. Com início em 2019 e, desde janeiro de 2021, com regularidade bimensal, são momentos de leitura pública e informal de peças teatrais que acontecem, em Coimbra, "em diversos espaços da cidade, com acesso livre, mas sujeitas a inscrição"[13]. Este foi um dos Clubes de Leitura portugueses destacados em artigo da revista Evasõe], do Jornal de Notícias. As obras selecionadas estão originalmente escritas em inglês, sendo traduzidas para a língua portuguesa por um colectivo de voluntários que integram um Projeto de Tradução Colaborativa, numa lógica de ciência cidadã.
- OBJETOS ARTÍSTICOS DIGITAIS. Em 2020, a pandemia de covid-19 levou a Marionet a adaptar-se a essa circunstância, o que levou à criação de espetáculos concebidos unicamente para serem apresentados em vídeo, nas suas plataformas online. Uma vez ultrapassados os condicionamentos pandémicos, a pertinência destes vídeos manteve-se, numa lógica de diversificação de veículos artísticos e de captação de novos públicos, nomeadamente de faixas etárias mais jovens.
- A estas iniciativas junta também atividades como conversas[14] relacionadas com espetáculos apresentados, exposições[15], residências artísticas, oficinas destinadas ao público infanto-juvenil, publicações de peças teatrais[16], um documentário[17] (com realização de Laetitia Morais) e a organização bienal de um colóquio científico.

## Colóquio Científico Internacional
Além da componente teatral, a Marionet organiza, em parceria com o CEIS20, o iiiUC, o  TAGV e o CNC, o Colóquio Internacional Theatre About Science, que teve a sua primeira edição em 2021, contando com oradores como Andrea Brunello, Frèdérique Aít-Tquati e Kirsten Sheperd-Barr. A segunda edição aconteceu entre 9 e 11 de novembro de 2023, uma vez mais na cidade de Coimbra, tendo como keynote speakers Catherine Courtet, Emma Weitkamp, Liliane Campos e Steve Abbott. A companhia já anunciou o terceiro encontro para o mês de outubro de 2025.

## Espetáculos apresentados
| Ano  | Título                                                | Texto                           | Encenação                            | Local de Estreia                                                      |
| ---- | ----------------------------------------------------- | ------------------------------- | ------------------------------------ | --------------------------------------------------------------------- |
| 2001 | Três Horas Esquerdas                                  | Danill Kharms                   | Mário Montenegro e Nuno Pinto        | Teatro ACERT                                                          |
| 2001 | Revolução dos Corpos Celestes                         | Mário Montenegro                | Mário Montenegro                     | Museu Nacional da Ciência e da Técnica                                |
| 2002 | Estranho Amor                                         | Mário Montenegro                |                                      | Teatro Académico Gil Vicente                                          |
| 2003 | O Nariz                                               | Nikolai Gogol                   | Mário Montenegro                     | Museu dos Transportes de Coimbra                                      |
| 2003 | Faz que Conta                                         | Alexandre Lemos, Ana Val-do-Rio | Alexandre Lemos, Ana Val-do-Rio      | Figueira da Foz                                                       |
| 2004 | Tomada de Consciência                                 | Mário Montenegro                | Mário Montenegro                     | INATEL                                                                |
| 2004 | DOGOD                                                 | Mário Montenegro                | Mário Montenegro                     | Teatro Académico Gil Vicente                                          |
| 2005 | Os Lusíadas no Zoológico                              | Luís de Camões                  | Mário Montenegro, Filipe de Carvalho | Museu Zoológico da Universidade de Coimbra                            |
| 2006 | Viagem ao Interior num Computador                     | Mário Montenegro                | Mário Montenegro                     | Teatro Académico Gil Vicente                                          |
| 2006 | Bengala dos Cegos                                     | Mário Montenegro                | Mário Montenegro                     | Teatro Académico Gil Vicente                                          |
| 2007 | As Portas da Percepção                                | Mário Montenegro                | Mário Montenegro                     | Teatro Académico Gil Vicente                                          |
| 2008 | Olhar o Longe. Olhar o Antes                          | Mário Montenegro                | Mário Montenegro                     | Parque Verde do Mondego                                               |
| 2009 | ZOOM                                                  | Mário Montenegro                | Mário Montenegro                     | Teatro Académico Gil Vicente                                          |
| 2009 | Sr. de Chimpanzé                                      | Julio Verne                     | Mário Montenegro                     | Museu da Ciência da Universidade de Coimbra                           |
| 2010 | As Moscas são Ratos que Voam                          | Raquel Ferreira                 | Mário Montenegro                     | Museu da Ciência da Universidade de Coimbra                           |
| 2011 | Lab La Bla                                            | Miroslav Holub                  | Mário Montenegro                     | Casa das Artes da Fundação Bissaya Barreto                            |
| 2011 | Blind Carbon Copy                                     | Mário Montenegro                | Mário Montenegro                     | Teatro da Cerca de São Bernardo                                       |
| 2011 | Cyborgs num Quarto Vazio                              | Alexandre Lemos                 | Alexandre Lemos                      | Teatro Académico Gil Vicente                                          |
| 2011 | Cálculo                                               | Carl Djerassi                   | Mário Montenegro                     | Museu da Ciência da Universidade de Coimbra                           |
| 2012 | Nano T                                                | Alexandre Lemos                 | Alexandre Lemos                      | Teatro Académico Gil Vicente                                          |
| 2012 | Asn Ala Tyr Lys Lys Gly Glu                           | Criação Coletiva                | Mário Montenegro                     | Museu da Ciência da Universidade de Coimbra                           |
| 2012 | MIM - My Inner Mind                                   | Criação Coletiva                | Mário Montenegro                     | Centro de Neurociências e Biologia Celular da Universidade de Coimbra |
| 2013 | E agora, Frankenstein?                                | Mary Shelley                    | Mário Montenegro                     | Museu da Ciência da Universidade de Coimbra                           |
| 2014 | FAKELOOK                                              | Criação Coletiva                | Mário Montenegro                     | Museu da Ciência da Universidade de Coimbra                           |
| 2014 | A Expressão das Emoções                               | Mário Montenegro                | Mário Montenegro                     | Teatro da Cerca de São Bernardo                                       |
| 2015 | Os Lusíadas no Museu da Ciência                       | Luís de Camões                  | Mário Montenegro                     | Museu da Ciência da Universidade de Coimbra                           |
| 2015 | Ego                                                   | Carl Djerassi                   | Mário Montenegro                     | Teatro da Cerca de São Bernardo                                       |
| 2015 | Luz de Perdição                                       | Criação Coletiva                | Mário Montenegro                     | Museu da Ciência da Universidade de Coimbra                           |
| 2015 | LUZ                                                   | Criação Coletiva                | Mário Montenegro                     | Teatro Académico Gil Vicente                                          |
| 2015 | Atos de Laboratório                                   | Criação Coletiva                | Mário Montenegro                     | Faculdade de Ciências e Tecnologia da Universidade de Coimbra         |
| 2016 | Luz_Livro                                             | Criação Coletiva                | Mário Montenegro                     | Teatro Académico Gil Vicente                                          |
| 2016 | O Ponto que nos Une                                   | Criação Coletiva                | Mário Montenegro                     | Pólo III da Universidade de Coimbra                                   |
| 2017 | A Glândula Secreta                                    | Mário Montenegro                | Mário Montenegro                     | Convento São Francisco                                                |
| 2017 | Auto da Barca do Ensino Superior                      | Mário Montenegro                | Mário Montenegro                     | Auditório da Reitoria da Universidade de Coimbra                      |
| 2018 | O Limbo Empático                                      | Mário Montenegro                | Mário Montenegro                     | Teatro Académico Gil Vicente                                          |
| 2018 | Evento do Desconhecido                                | Mário Montenegro                | Mário Montenegro                     | Teatro Académico Gil Vicente \| Sala B                                |
| 2018 | Mensageiro das Estrelas                               | Mário Montenegro                | Mário Montenegro                     | Faculdade de Ciências e Tecnologia da Universidade de Coimbra         |
| 2019 | A Máquina dos Sonhos                                  | Mário Montenegro                | Mário Montenegro                     | Auditório do Conservatório de Música de Coimbra                       |
| 2019 | O Bairro da Tabela Periódica                          | Manuel João Monte               | Mário Montenegro                     | Auditório Ruy de Carvalho                                             |
| 2019 | Traviata Periódica                                    | Manuel João Monte               | Mário Montenegro                     | Faculdade de Ciências e Tecnologia da Universidade de Coimbra         |
| 2019 | O Design Inteligente da Jenny Chow                    | Rolin Jones                     | Mário Montenegro                     | Convento São Francisco                                                |
| 2019 | Holy CIBB                                             | Criação Coletiva                | Mário Montenegro                     | Pólo III da Universidade de Coimbra                                   |
| 2020 | A Ousadia da Primavera                                | Nuno Geraldo                    | Nuno Geraldo                         | Jardim Botânico da Universidade de Coimbra                            |
| 2020 | Estranho Amor                                         | Mário Montenegro                | Mário Montenegro                     | Salão Brazil                                                          |
| 2020 | A Revolução dos Corpos Celestes                       | Mário Montenegro                | Mário Montenegro                     | Teatro da Cerca de São Bernardo                                       |
| 2021 | LED - Viagem ao Interior num Smartphone               | Mário Montenegro                | Mário Montenegro                     | Teatro Académico Gil Vicente                                          |
| 2021 | Vozes Sem Conta                                       | Criação Coletiva                | Mário Montenegro                     | Teatro da Cerca de São Bernardo                                       |
| 2022 | Morfeu e Apneia                                       | Mário Montenegro                | Mário Montenegro                     | Convento São Francisco                                                |
| 2022 | Histórias do Rio                                      | Criação Coletiva                | Mário Montenegro                     | Escola EB1 da Solum                                                   |
| 2022 | O Significado de Tudo                                 | Criação Coletiva                | Mário Montenegro                     | Teatro Académico Gil Vicente                                          |
| 2023 | Contra-Indicações                                     | Criação Coletiva                | Mário Montenegro                     | Estufa Tropical do Jardim Botânico da Universidade de Coimbra         |
| 2023 | Morfeu - Marionet Digital                             | Mário Montenegro                | Mário Montenegro                     | Online                                                                |
| 2023 | LAB 404 - A collective delirium about life in the Lab | Criação Coletiva                | Filipe Eusébio                       | École Polytechnique de Lausanne                                       |
| 2023 | Quorum                                                | Criação Coletiva                | Mário Montenegro                     | Faculdade de Ciências e Tecnologia da Universidade de Coimbra         |
| 2023 | As Vidas do Rio                                       | Criação Coletiva                | Mário Montenegro                     | Convento São Francisco                                                |
| 2023 | Rato de Biblioteca                                    | Joana Ferrajão                  | Mário Montenegro                     | Biblioteca Municipal de Coimbra                                       |
| 2023 | O Algoritmo da Epilepsia                              | Criação Coletiva                | Mário Montenegro                     | Teatro da Cerca de São Bernardo                                       |
| 2023 | Nuvens - Marionet Digital                             | Mário Montenegro                | Mário Montenegro                     | Online                                                                |
| 2023 | iMaculada                                             | Mário Montenegro                | Mário Montenegro                     | Teatro Académico de Gil Vicente                                       |
| 2023 | Pí-lu-la                                              | Mário Montenegro                | Mário Montenegro                     | Online                                                                |
| 2024 | Oxímoro, entre solstícios e equinócios                | Mário Montenegro                | Mário Montenegro                     | Convento São Francisco                                                |
| 2024 | Tripolar                                              | Mário Montenegro                | Mário Montenegro                     | Online                                                                |
| 2024 | Corpo, sou eu                                         | Mário Montenegro                | Mário Montenegro                     | Online                                                                |
| 2024 | O Virtuoso                                            | Thomas Shadwell                 | Mário Montenegro                     | Teatro Académico de Gil Vicente                                       |
| 2025 | Atrás da Felicidade                                   | Criação Coletiva                | Mário Montenegro                     | Teatro da Cerca de São Bernardo                                       |